# (11493) 1988 VN5
(11493) 1988 VN5 est un astéroïde de la ceinture principale d'astéroïdes découvert en 1988.

## Description
(11493) 1988 VN5 a été découvert le 4 novembre 1988 à l'observatoire Kleť, en République tchèque, en Bohême-du-Sud, par Antonín Mrkos.

### Caractéristiques orbitales
L'orbite de cet astéroïde est caractérisée par un demi-grand axe de 2,44 UA, un périhélie de 2,03 UA, une excentricité de 0,17 et une inclinaison de 2,55° par rapport à l'écliptique. Du fait de ces caractéristiques, à savoir un demi-grand axe compris entre 2 et 3,2 UA et un périhélie supérieur à 1,666 UA, il est classé, selon la JPL Small-Body Database, comme objet de la ceinture principale d'astéroïdes.

### Caractéristiques physiques
(11493) 1988 VN5 a une magnitude absolue (H) de 14,4 et un albédo estimé à 0,063.